# Eupithecia convallata
Eupitecia convallata es una especie de polilla de la familia Geometridae. La especie fue descrita por primera vez por Louis Beethoven Prout en 1938 con distribución en Irán y Afganistán. El holotipo de la especie fue descrita a aproximadamente 10 kilómetros (6,2 mi) noroeste de Kabul. Ha sido clasificada dentro del grupo de especies E. graphata.

## Subespecies
Cuenta con dos subespecies: Eupithecia convallata convallata con distribución en Irán, Eupithecia convallata terricolor descrita en Afganistán.
E. c. convallata fue descrita originalmente en Irán por Brandt en 1938. Más tarde, Vojnits describió una nueva subespecie E. c. terricolor de Afganistán, que puede distinguirse de la subespecie nominal por el patrón alar menos desarrollado, tonos ante y postmediales más amplios y menos ondulados en el ala anterior, y la presencia de una gran mancha clara a lo largo del margen anal del ala. Un espécimen, sintipo hembra, es externamente diferente de las demás: .es más grande, con puntos discales distintivos en ambos pares de alas y un área basal oscura en el ala anterior.